# Martha Darley Mutrie
Martha Darley Mutrie (26 août 1824 - 30 décembre 1885) est une peintre britannique. Ses peintures se composent principalement de fruits et de fleurs. 

## Biographie

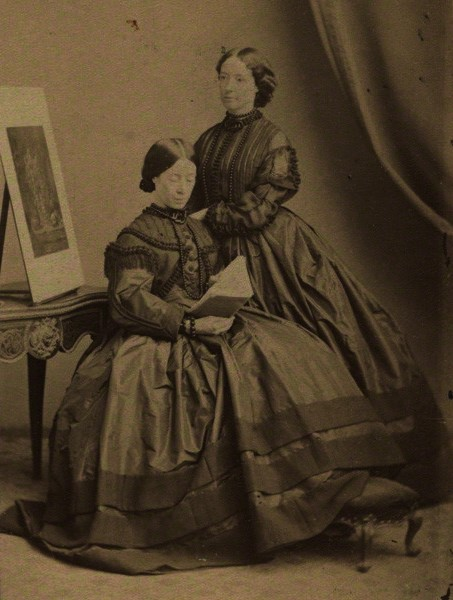
Martha Darley Mutrie et Annie Feray Mutrie, 1860, Maull & Company, National Portrait Gallery, Londres

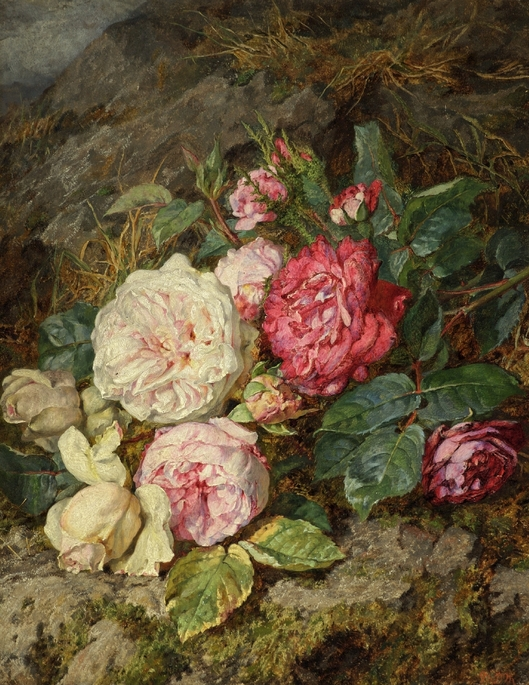
Martha Darley Mutrie, Roses, huile sur toile. Galerie d'art et musée Russell-Cotes ; présenté par Sir Merton Russell-Cotes, 1921.

Martha Mutrie est née à Ardwick le 26 août 1824 et est la fille aînée de Robert Mutrie, un commerçant de coton de Rothesay, Bute, Écosse. Elle a une sœur cadette, Annie Feray Mutrie, née le 6 mars 1826 à Manchester,. Sa famille s'installe à Manchester. Martha Mutrie s'installe à Londres en 1854 et meurt à Kensington, en Angleterre, le 30 décembre 1885. Sa sœur Annie est décédée le 28 septembre 1893 à Brighton.
Elle étudie sous la direction de George Wallis (en) à la Manchester School of Design entre les années 1844 à 1846. Elle poursuit ses études à l'académie privée de Wallis. Mutrie expose à la Royal Academy of Arts, à la Royal Manchester Institution et à d'autres expositions anglaises et internationales. Fruit et Spring Flowers sont présentés à la Royal Academy en 1853 et 1854. John Ruskin apprécie ses œuvres, Primulas and Geraniums, lors de l'exposition de 1856 de l'académie et les commente dans ses Notes on some of the Principal Pictures in the Royal Academy. Une de ses peintures est au Victoria and Albert Museum et une autre à la Russell-Cotes Art Gallery & Museum.